# Sapphire Series Division 2B 2018
La Sapphire Series Division 2B 2018 è la 1ª edizione del campionato di football americano femminile di terzo livello, organizzato dalla BAFA. Il campionato è giocato a 5 giocatrici.

## Squadre partecipanti
| Club                 | Città          | Stadio | Sponsor ufficiale | Risultato nella stagione 2016 |
| -------------------- | -------------- | ------ | ----------------- | ----------------------------- |
| Kent Exiles          | Chislehurst    |        |                   |                               |
| Oxford Saints        | Oxford         |        |                   |                               |
| Peterborough Royals  | Peterborough   |        |                   |                               |
| Staffordshire Saxons | Stoke-on-Trent |        |                   |                               |

## Stagione regolare

### Calendario

#### 1ª giornata
| Kent 10 febbraio 2018 | Peterborough Royals | 0 – 26 | Oxford Saints |  |

| Kent 10 febbraio 2018 | Staffordshire Saxons | 0 – 32 | Kent Exiles |  |

| Kent 10 febbraio 2018 | Oxford Saints | 26 – 7 | Staffordshire Saxons |  |

| Kent 10 febbraio 2018 | Kent Exiles | 25 – 12 | Peterborough Royals |  |

#### 2ª giornata
| Peterborough 24 febbraio 2018 | Staffordshire Saxons | 12 – 16 | Peterborough Royals |  |

| Peterborough 24 febbraio 2018 | Oxford Saints | 26 – 30 | Kent Exiles |  |

| Peterborough 24 febbraio 2018 | Peterborough Royals | 18 – 44 | Oxford Saints |  |

| Peterborough 24 febbraio 2018 | Kent Exiles | 41 – 6 | Staffordshire Saxons |  |

#### 3ª giornata
Giornata annullata
| Staffordshire 3 marzo 2018 | Oxford Saints | - – - | Staffordshire Saxons |  |

| Staffordshire 3 marzo 2018 | Peterborough Royals | - – - | Kent Exiles |  |

| Staffordshire 3 marzo 2018 | Staffordshire Saxons | - – - | Peterborough Royals |  |

| Staffordshire 3 marzo 2018 | Kent Exiles | - – - | Oxford Saints |  |

### Classifica
Le classifiche della regular season sono le seguenti.
- PCT = percentuale di vittorie, G = partite giocate, V = partite vinte,  P = partite perse, PF = punti fatti, PS = punti subiti

| Pos. | Squadra              | PCT   | G | V | N | P | PF  | PS  |
| ---- | -------------------- | ----- | - | - | - | - | --- | --- |
| 1    | Kent Exiles          | 1.000 | 4 | 4 | 0 | 0 | 128 | 44  |
| 2    | Oxford Saints        | .750  | 4 | 3 | 0 | 1 | 122 | 55  |
| 3    | Peterborough Royals  | .250  | 4 | 1 | 0 | 3 | 46  | 107 |
| 4    | Staffordshire Saxons | .000  | 4 | 0 | 0 | 4 | 25  | 115 |

## Playoff

### Tabellone
|  | Semifinali           | Semifinali           | Semifinali    |               |             | I Finale             | I Finale             | I Finale             |  |
|  |                      |                      |               |               |             |                      |                      |                      |  |
|  | Kent Exiles          | Kent Exiles          | 32            |               |             |                      |                      |                      |  |
|  | Kent Exiles          | Kent Exiles          | 32            |               |             |                      |                      |                      |  |
|  | Staffordshire Saxons | Staffordshire Saxons | 0             |               |             |                      |                      |                      |  |
|  | Staffordshire Saxons | Staffordshire Saxons | 0             |               | Kent Exiles | Kent Exiles          | 18                   |                      |  |
|  |                      |                      |               |               | Kent Exiles | Kent Exiles          | 18                   |                      |  |
|  |                      |                      | Oxford Saints | Oxford Saints | 42          |                      |                      |                      |  |
|  | Oxford Saints        | Oxford Saints        | Oxford Saints | Oxford Saints | 42          | 41                   |                      |                      |  |
|  | Oxford Saints        | Oxford Saints        |               |               |             | 41                   |                      |                      |  |
|  | Peterborough Royals  | Peterborough Royals  | 6             |               |             | Finale 3º - 4º posto | Finale 3º - 4º posto | Finale 3º - 4º posto |  |
|  | Peterborough Royals  | Peterborough Royals  | 6             |               |             |                      |                      |                      |  |
|  |                      |                      |               |               |             |                      |                      |                      |  |
|  |                      |                      |               |               |             | Staffordshire Saxons | Staffordshire Saxons | 6                    |  |
|  |                      |                      |               |               |             | Staffordshire Saxons | Staffordshire Saxons | 6                    |  |
|  |                      |                      |               |               |             | Peterborough Royals  | Peterborough Royals  | 29                   |  |

### Semifinali
| Oxford 17 marzo 2018 | Kent Exiles | 32 – 0 | Staffordshire Saxons |  |

| Oxford 17 marzo 2018 | Oxford Saints | 41 – 6 | Peterborough Royals |  |

### Finale 3º - 4º posto
| Oxford 17 marzo 2018 | Staffordshire Saxons | 6 – 29 | Peterborough Royals |  |

### I Finale
| Oxford 17 marzo 2018 | Kent Exiles | 18 – 42 | Oxford Saints |  |

## Verdetti
- Oxford Saints Campionesse della Sapphire Series Division 2B 2018